# Estación Muden

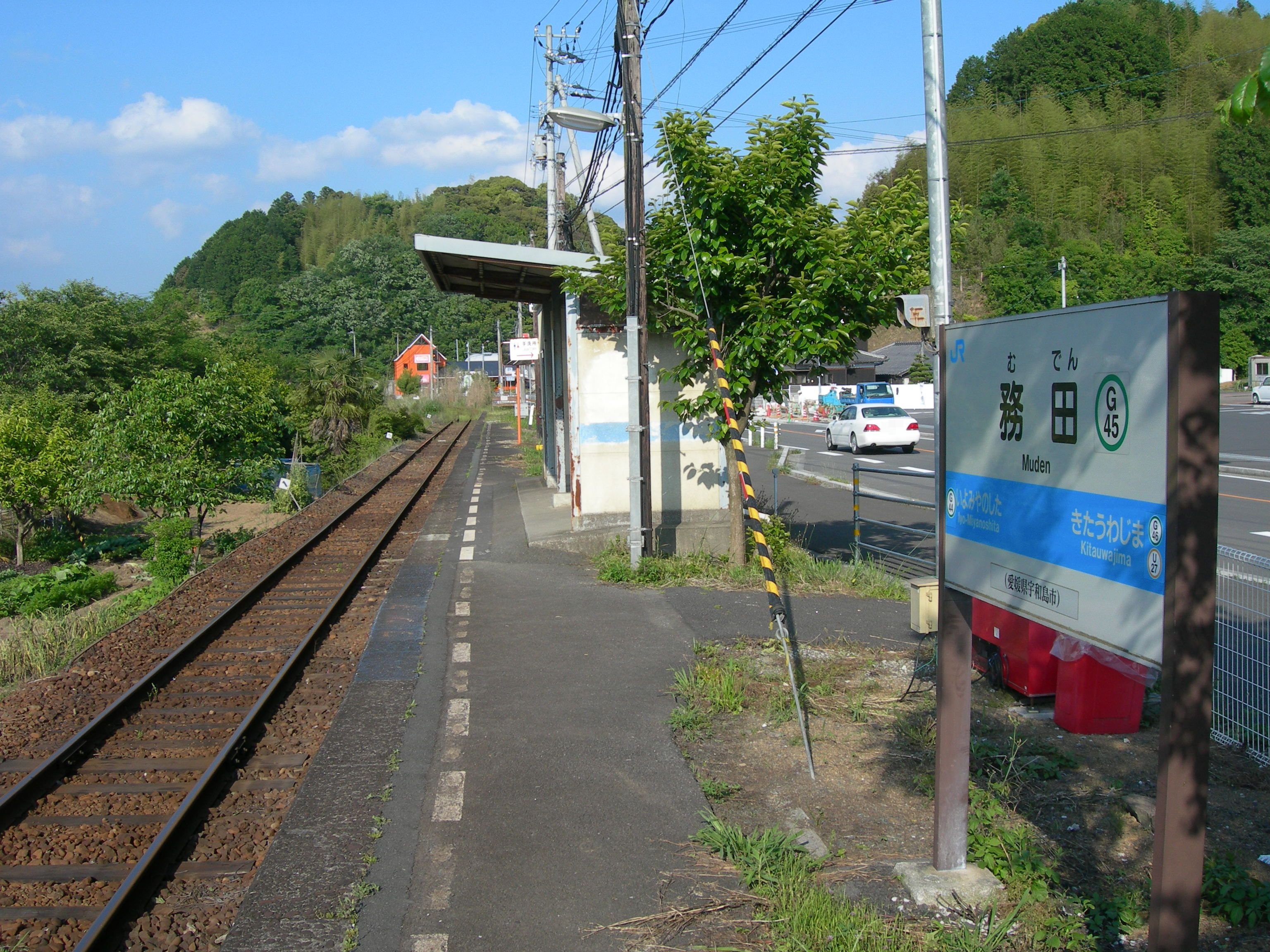
Andén de la estación de Muden

La Estación Muden (務田駅 Muden-eki?) es una estación de la Línea Yodo (予土線 Yodo-sen?) de la Japan Railways que se encuentra en el distrito Mimachō Hazame (三間町迫目?) de la Ciudad de Uwajima de la Prefectura de Ehime. El código de estación es el "G45".

## Características
La siguiente estación (Estación Iyomiyanoshita) está a una distancia de tan sólo 0,9 km. En el tramo de 6,3 km que la separa de la Estación Kitauwajima abundan las curvas y pendientes, y se puede apreciar una excelente vista panorámica.

## Estación de pasajeros
Cuenta con una plataforma, la cual posee un único andén (Andén 1). La estación no cuenta con personal.

### Andén
| 1 | ● Línea Yodo | Hacia Kihoku y Matsuno |
| 1 | ● Línea Yodo | Hacia Uwajima          |

## Alrededores de la estación
- Paso de Mado (窓峠 Mado-tōge?)
- Templo de Ryūkō (龍光寺 Ryūkō-ji?)
- Templo de Butsumoku (佛木寺 Butsumoku-ji?)

## Historia
- 1914: el 8 de octubre es inaugurada como una estación del Ferrocarril Uwajima (宇和島鉄道 Uwajima-tetsudō?).
- 1933: el 1° de agosto pasa a ser una estación de Ferrocarriles Nacionales de Japón (日本国有鉄道 Nihon Kokuyū Tetsudō?) debido a la estatización del Ferrocarril Uwajima.
- 1987: el 1° de abril pasa a ser una estación de la división Ferrocarriles de Pasajeros de Shikoku de la Japan Railways.

## Estación anterior y posterior
- Línea Yodo 
  - Estación Kitauwajima (G46) << Estación Muden (G45) >> Estación Iyomiyanoshita (G44)